# Niederdrees
Niederdrees ist ein Stadtteil von Rheinbach und gleichzeitig eine Ortschaft im Rhein-Sieg-Kreis in Nordrhein-Westfalen.

## Geographie
Der Ort liegt in der Zülpicher Börde rund 4,0 km nordwestlich der Kernstadt an der alten Römerstraße von Niederzier nach Kripp (heute Bundesstraße 266), ein Teilstück der alten Heerstraße von Aachen nach Frankfurt am Main. Südlich des Ortes verlief die Trasse der ehemaligen römischen Wasserleitung von der Eifel nach Köln. Zahlreiche Funde in der Umgebung bezeugen die römische Besiedlung, Teilstücke sind in Rheinbach ausgestellt.

## Geschichte
Niederdrees war ursprünglich eine kurkölnische Unterherrschaft und ist als eigenständige Siedlung für das Jahr 1260 erstmals urkundlich erwähnt. Der Ursprung des Ortsnamens geht auf „Drisch“ zurück, was so viel wie Brachland bedeutet.
Die Pfarrkirche des Ortes geht auf eine Kapelle aus dem 13. Jahrhundert zurück.
1454 kam eine Hälfte von Niederdrees an die Herrschaft zu Tomburg. Mit der anderen Hälfte wurde 1486 Dietrich Rois von Wers belehnt. 1730 fielen beide Anteile der Herrschaft Niederdrees an die Herren Schall von Bell zu Morenhoven, die bis zur französischen Besetzung diese Rechte innehatten.
Der Marienthaler Hof zu Niederdrees, ursprünglich ein Einzelgehöft namens Wetershoven, gehörte seit 1176 dem Kloster Marienthal an der Ahr und wurde erst nachträglich in das Dorf gelegt. Mit ihm belehnte man 1599 Philipp Rois von Wers, Herr zu Groß-Altendorf und Niederdrees. Nach mehreren Besitzerwechseln wurden die Hofgebäude später von Nachbarn angezündet.
Niederdrees hatte auch ein eigenständiges Gericht mit hoher- und niederer Gerichtsbarkeit, dessen Weistum in mehreren Fassungen überliefert ist. Zu Beginn des 19. Jahrhunderts wurde Niederdrees zu einer eigenständigen Gemeinde. 1860 lebten hier in ca. 70 Häusern 340 Menschen, davon 7 Juden. Bis in die 1970er Jahre blieb die Bevölkerung im Gegensatz zu den meisten Ortschaften der Stadt Rheinbach relativ konstant (siehe dazu Entwicklung der Einwohnerzahl). Noch heute ist auf Luftbildaufnahmen anhand von Bodenverfärbungen der Verlauf der Eisenbahntrasse Liblar – Ringen zu erkennen, die östlich an Niederdrees in Nord-Süd-Richtung verlief. Diese in den 1920er Jahren erbaute Bahnstrecke wurde allerdings nie in Betrieb genommen. Die Bahndammaufschüttung wurde jedoch in der Folgezeit als Radweg genutzt, um schließlich in den 1960er Jahren in der Gemarkung Niederdrees abgetragen zu wurde.
Die Eingliederung in die Stadt Rheinbach erfolgte 1969, im Rahmen der Gebietsreform in Nordrhein-Westfalen, dem sogenannten Bonn-Gesetz. Zu diesem Zeitpunkt betrug die Einwohnerzahl 333.

## Entwicklung der Einwohnerzahl
Einwohnerzahl ab 2019, gesamt mit Haupt- und Nebenwohnung.
| Jahr | Einwohner | Delta |
| ---- | --------- | ----- |
| 1816 | 340 1     |       |
| 1852 | 330       | −10   |
| 1905 | 275       | −55   |
| 1939 | 266       | −9    |
| 1946 | 332       | 66    |

| Jahr | Einwohner | Delta |
| ---- | --------- | ----- |
| 1969 | 333       | 1     |
| 1998 | 461       | 28    |
| 19.. |           |       |
| 2019 | 459 2     |       |
| 2020 | 459       |       |

| Jahr | Einwohner | Delta |
| ---- | --------- | ----- |
| 2021 | 468       | 9     |
| 2022 | 469       | 1     |
| 2023 | 468       | −1    |
| 2024 | 461 3     | −7    |
| 2025 |           |       |

## Ortsvorsteher
Nachstehende Ortsvorsteher wurden nach der kommunalen Neugliederung vom 1. August 1969 gewählt und ernannt: 
- n.n.
- Peter-Josef Boitz (1998)[4]
- n.n.
- Friedhelm Schulz (… – 2014)[5]
- Holger Klöß  (2014/2020 – …)[6]

AnmerkungOrtsvorsteher verblieben nach der Wahl jeweils kommissarisch im Amt, bis zur Ernennung der Nachfolger.